# Южно-Уральский государственный аграрный университет
Южно-Ура́льский госуда́рственный агра́рный университе́т — высшее учебное заведение в Троицке и Челябинске. Основан в мае 1930 года.

## История
Создан в мае 1930 г. как Уральский институт индустриального земледелия и был первым высшим учебным заведением города. 
В 1941 г. назывался Челябинский институт механизации сельского хозяйства, являлся вузом Наркомзема СССР и имел почтовый адрес: город Челябинск, Красная улица, дом № 38. 
В 1946 г. переименован в Челябинский институт механизации и электрификации сельского хозяйства (ЧИМЭСХ). 
В 1980 г. за заслуги в подготовке кадров для села и развитии сельскохозяйственной науки вуз был награждён Орденом Трудового Красного Знамени. 
В январе 1991 года переименован в Челябинский государственный агроинженерный университет (ЧГАУ).
В 2009 году Челябинский государственный агроинженерный университет снова получил название Челябинская государственная агроинженерная академия (ЧГАА).
1 июля 2015 года к Уральской государственной академии ветеринарной медицины (УГАВМ) в г. Троицк (создана как Уральский ветеринарный институт путём преобразования ветеринарного факультета Пермского государственного университета), присоединена Челябинская государственная агроинженерная академия и её филиал (основан в сентябре 1992 года) в селе Миасское Красноармейского района. В итоге присоединения ЧГАА стала именоваться — Институт агроинженерии (филиал в г. Челябинск), Институт агроэкологии (филиал в с.Миасское).

## Структура
В университете, 2 филиала и институт, 15 учебных корпусов и 14 студенческих общежитий на 7 200 мест, 52 компьютерных класса и несколько тысяч компьютеров, часть из которых имеет выход в Интернет. Книжный фонд университетской библиотеки составляет более 1 500 000 экземпляров.

### Институты[4]
Институт ветеринарной медицины 
Институт агроинженерии 
Институт агроэкологии 